# Skegrie
Skegrie – miejscowość (tätort) w Szwecji, w regionie administracyjnym (län) Skania, w gminie Trelleborg.
Według danych Szwedzkiego Urzędu Statystycznego liczba ludności wyniosła: 1156 (31 grudnia 2015), 1249 (31 grudnia 2018) i 1323 (31 grudnia 2019).